# 康宁路 (珠海)
康宁路，中国珠海市一条呈南北走向的一般行车道路。北起凤凰南路，南至人民东路，全长720米，路宽20～22米。北段为单向3车道，南段为双向2-3车道。

## 概要及历史
该道路始建于1980年代，旧名红风路，1985年更名，以前为水泥路面。2008年，该道路全线铺设沥青路面。早期为双向行车，2015年1月，该道路北段（即人民医院附近路段）改为单向行车。

## 与之交汇街道
道路顺序由北往南排列，粗体字为主干道
- 凤凰南路
- 东风里街
- 东风路
- 中心街
- 人民东路